# Albrechtsberg (zámek, Loosdorf)
Zámek Albrechtsberg je zámek v Albrechtsbergu v okrese Melk, v rakouské spolkové zemi Dolní Rakousy. Byl občasným sídlem šlechtického rodu Enenkelů.

## Historie
Původní hrad postavil a pojmenoval Albrecht von Perg (1120-1168) z rodu pánů z Pergu a Machlandu ženatý s hraběnkou von Schalla, která mu přinesla majetky v Pielachtalu. Albrecht vlastnil fojtská práva ke klášteru Sankt Pölten a byl zástupcem fojta pro Klášter Melk. Albrecht von Perg bydlel na hradě s manželkou a oběma syny Siegfriedem a Meingozusem z Pergu a snad také z Albrechtsbergu. Pozdější historie do roku 1400 úzce souvisí s krajinou kolem Kilbu, kde páni z Pergu měli také državy.
Po vymření Pergů přešla polovina přímo na Babenberky, a druhá polovina nejdříve na hrabata von Plain, resp. na jejich nástupce, hrabata von Schaunberg.

### Zámek Albrechtsberg
Nachází se na návrší na severozápadním okraji stejnojmenné obce Albrechtsberg an der Pielach, katastrálního území Loosdorf. Zámek byl vybudován v roce 1581 v renesančním slohu na místě středověkého hradu. V roce 1606 se stal novým vlastníkem zámku Albrechtsberg Ludwig von Starhemberg. Protože se jako protestantský šlechtic zúčastnil šlechtického povstání, byl jeho zámek císařskými vojáky při bojové akci podpálen. Zámek byl vyvlastněn a kaple byla opět katolíky vysvěcena. V roce 1704 další požár zničil věž kaple.
Koncem 19. století rodina Auerspergů zámek nákladně přestavěla. Ve druhé světové válce 1945 byl zámek opět zpustošený. Dnes je pravidelně obýván nájemníky. Od roku 1995 je majetek v držení rodu Weinbergerů.